# Schefflera huachamacarii
Schefflera huachamacarii är en araliaväxtart som beskrevs av Maguire, Steyerm. och David Gamman Frodin. Schefflera huachamacarii ingår i släktet Schefflera och familjen araliaväxter. Inga underarter finns listade.